# Troisième circonscription des Deux-Sèvres
La troisième circonscription des Deux-Sèvres est l'une des trois circonscriptions législatives françaises que compte le département des Deux-Sèvres (79) situé en région Nouvelle-Aquitaine.

## Description géographique et démographique

### De 1958 à 1986
La troisième circonscription des Deux-Sèvres était composée de :
- Canton d'Airvault
- Canton d'Argenton-Château
- Canton de Bressuire
- Canton de Châtillon-sur-Sèvre
- Canton de Cerizay
- Canton de Saint-Varent
- Canton de Thouars

### De 1986 à 2010
La troisième circonscription des Deux-Sèvres est délimitée par le découpage électoral de la loi n°86-1197 du 24 novembre 1986, elle regroupe les divisions administratives suivantes :
- canton d'Airvault,
- canton de Champdeniers-Saint-Denis,
- canton de Coulonges-sur-l'Autize,
- canton de Mazières-en-Gâtine,
- canton de Ménigoute,
- canton de Moncoutant,
- canton de Parthenay,
- canton de Saint-Loup-Lamairé,
- canton de Secondigny,
- canton de Thénezay.

Carte de la troisième circonscription des Deux-Sèvres de 1958 à 1986
Carte de la troisième circonscription des Deux-Sèvres de 1988 à 2012

D'après le recensement général de la population en 1999, réalisé par l'Institut national de la statistique et des études économiques (INSEE), la population totale de cette circonscription est estimée à 76968 habitants,.
À la suite du redécoupage des circonscriptions législatives françaises de 2010, supprimant une circonscription dans le département, la troisième circonscription regroupe les divisions administratives suivantes : Argenton-Château, Bressuire, Cerizay, Mauléon, Moncoutant, Saint-Loup-Lamairé, Saint-Varent, Thouars-1, Thouars-2.

## Historique des députations
| Législature | Début de mandat | Fin de mandat  | Député                   | Parti politique | Observations |
| ----------- | --------------- | -------------- | ------------------------ | --------------- | --- |
| Ire         | 9 décembre 1958 | 9 octobre 1962 | Jean Salliard du Rivault | CNIP            | Mandat écourté à la suite d'une dissolution parlementaire décidée par Charles de Gaulle.                                                                       |
| IIe         | 6 décembre 1962 | 2 avril 1967   | Augustin Bordage         | UNR             | |
| IIIe        | 3 avril 1967    | 30 mai 1968    | Augustin Bordage         | UD-VeR          | Mandat écourté à la suite d'une dissolution parlementaire décidée par Charles de Gaulle.                                                                       |
| IVe         | 11 juillet 1968 | 1er avril 1973 | Augustin Bordage         | UDR             | |
| Ve          | 2 avril 1973    | 2 avril 1978   | Albert Brochard          | RDS             | |
| VIe         | 3 avril 1978    | 22 mai 1981    | Albert Brochard          | UDF             | Mandat écourté à la suite d'une dissolution parlementaire décidée par François Mitterrand.                                                                     |
| VIIe        | 2 juillet 1981  | 1er avril 1986 | Albert Brochard          | UDF             | |
| VIIIe       | 2 avril 1986    | 14 mai 1988    | Aucun                    | Aucun           | Proportionnelle par département, pas de député par circonscription. Mandat écourté à la suite d'une dissolution parlementaire décidée par François Mitterrand. |
| IXe         | 23 juin 1988    | 1er avril 1993 | Jean de Gaulle,          | RPR,            | |
| Xe          | 2 avril 1993    | 21 avril 1997  | Jean-Marie Morisset,     | UDF,            | Mandat écourté à la suite d'une dissolution parlementaire décidée par Jacques Chirac.                                                                          |
| XIe         | 12 juin 1997    | 18 juin 2002   | Jean-Marie Morisset,     | UDF,            | |
| XIIe        | 19 juin 2002    | 19 juin 2007   | Jean-Marie Morisset,     | UMP,            | |
| XIIIe       | 20 juin 2007    | 19 juin 2012   | Jean-Marie Morisset,     | UMP,            | |
| XIVe        | 20 juin 2012    | 20 juin 2017   | Jean Grellier            | PS              | |
| XVe         | 21 juin 2017    | 21 juin 2022   | Jean-Marie Fiévet        | LREM            | |
| XVIe        | 22 juin 2022    | 9 juin 2024    | Jean-Marie Fiévet        | LREM            | Mandat écourté à la suite d'une dissolution parlementaire décidée par Emmanuel Macron.                                                                         |
| XVIIe       | 8 juillet 2024  | En cours       | Jean-Marie Fiévet        | RE              | |

## Historique des élections

### Élections de 1958
| Candidat           | Candidat                     | Parti          | Premier tour | Premier tour | Second tour | Second tour |  |
| Candidat           | Candidat                     | Parti          | Voix         | %            | Voix        | %           |  |
| ------------------ | ---------------------------- | -------------- | ------------ | ------------ | ----------- | ----------- |  |
|                    | Jean Salliard du Rivault élu | CNIP           | 12 144       | 31,43        | 24 138      | 56,21       |  |
|                    | André-François Mercier       | MRP            | 11 556       | 29,91        | Retrait     | Retrait     |  |
|                    | Gérard Simonet               | UNR            | 7 696        | 19,92        | 11 896      | 27,7        |  |
|                    | Marcel Soulat                | SFIO           | 4 705        | 12,18        | 4 493       | 10,46       |  |
|                    | Albert Revaireau             | PCF            | 2 767        | 6,18         | 2 412       | 5,62        |  |
|                    |                              |                |              |              |             |             |  |
| Inscrits           | Inscrits                     | Inscrits       | 56 598       | 100,00       | 56 586      | 100,00      |  |
| Abstentions        | Abstentions                  | Abstentions    | 10 161       | 17,95        | 12 815      | 22,65       |  |
| Votants            | Votants                      | Votants        | 46 437       | 82,05        | 43 771      | 77,35       |  |
| Blancs et nuls     | Blancs et nuls               | Blancs et nuls | 1 649        | 3,55         | 832         | 1,9         |  |
| Exprimés           | Exprimés                     | Exprimés       | 44 788       | 96,45        | 42 939      | 98,1        |  |
| Source : Data.gouv |                              |                |              |              |             |             |  |

Le suppléant de Jean Salliard du Rivault était Arthur Verlon, maire de Glenay.

### Élections de 1962
| Candidat           | Candidat               | Parti          | Premier tour | Premier tour | Second tour | Second tour |  |
| Candidat           | Candidat               | Parti          | Voix         | %            | Voix        | %           |  |
| ------------------ | ---------------------- | -------------- | ------------ | ------------ | ----------- | ----------- |  |
|                    | Augustin Bordage élu   | UNR-UDT        | 12 144       | 31,43        | 20 798      | 51,02       |  |
|                    | André-François Mercier | MRP            | 11 556       | 29,91        | 12 190      | 29,91       |  |
|                    | Louis Fruchard         | CNIP           | 7 696        | 19,92        | Retrait     | Retrait     |  |
|                    | Maurice Martinon       | SFIO           | 4 705        | 12,18        | 7 774       | 19,07       |  |
|                    | Albert Revaireau       | PCF            | 2 538        | 6,57         | Retrait     | Retrait     |  |
|                    |                        |                |              |              |             |             |  |
| Inscrits           | Inscrits               | Inscrits       | 56 267       | 100,00       | 56 265      | 100,00      |  |
| Abstentions        | Abstentions            | Abstentions    | 15 897       | 28,25        | 14 149      | 25,15       |  |
| Votants            | Votants                | Votants        | 40 370       | 71,75        | 42 116      | 74,85       |  |
| Blancs et nuls     | Blancs et nuls         | Blancs et nuls | 1 731        | 4,29         | 1 354       | 3,21        |  |
| Exprimés           | Exprimés               | Exprimés       | 38 639       | 95,71        | 40 762      | 96,79       |  |
| Source : Data.gouv |                        |                |              |              |             |             |  |

Le suppléant d'Augustin Bordage était Henri Aleberteau, expéditeur, conseiller municipal de Bressuire.

### Élections de 1967
|                    | Augustin Bordage sortant réélu | UD-Ve          | 23 186 | 50,63  |  |  |  |
|                    | Roger Bacle                    | CD (PDM)       | 10 733 | 23,44  |  |  |  |
|                    | Louis Protteau                 | FGDS (SFIO)    | 8 016  | 17,5   |  |  |  |
|                    | Albert Milon                   | PCF            | 3 862  | 8,43   |  |  |  |
|                    |                                |                |        |        |  |  |  |
| Inscrits           | Inscrits                       | Inscrits       | 54 806 | 100,00 |  |  |  |
| Abstentions        | Abstentions                    | Abstentions    | 7 522  | 13,72  |  |  |  |
| Votants            | Votants                        | Votants        | 47 284 | 86,28  |  |  |  |
| Blancs et nuls     | Blancs et nuls                 | Blancs et nuls | 1 487  | 3,14   |  |  |  |
| Exprimés           | Exprimés                       | Exprimés       | 45 797 | 96,86  |  |  |  |
| Source : Data.gouv |                                |                |        |        |  |  |  |

Le suppléant d'Augustin Bordage était Henri Aleberteau, commerçant expéditeur, conseiller municipal de Bressuire.

### Élections de 1968
|                    | Augustin Bordage sortant réélu | UDR (URP)      | 27 897 | 60,34  |  |  |  |
|                    | Raymond Vouhé                  | FGDS (SFIO)    | 8 215  | 17,77  |  |  |  |
|                    | Roger Bacle                    | CD (PDM)       | 7 552  | 16,33  |  |  |  |
|                    | Albert Milon                   | PCF            | 2 570  | 5,56   |  |  |  |
|                    |                                |                |        |        |  |  |  |
| Inscrits           | Inscrits                       | Inscrits       | 55 832 | 100,00 |  |  |  |
| Abstentions        | Abstentions                    | Abstentions    | 8 570  | 15,35  |  |  |  |
| Votants            | Votants                        | Votants        | 47 262 | 84,65  |  |  |  |
| Blancs et nuls     | Blancs et nuls                 | Blancs et nuls | 1 028  | 2,18   |  |  |  |
| Exprimés           | Exprimés                       | Exprimés       | 46 234 | 97,82  |  |  |  |
| Source : Data.gouv |                                |                |        |        |  |  |  |

Le suppléant d'Augustin Bordage était Henri Aleberteau.

### Élections de 1973
| Candidat           | Candidat                 | Parti          | Premier tour | Premier tour | Second tour | Second tour |  |
| Candidat           | Candidat                 | Parti          | Voix         | %            | Voix        | %           |  |
| ------------------ | ------------------------ | -------------- | ------------ | ------------ | ----------- | ----------- |  |
|                    | Augustin Bordage sortant | UDR (URP)      | 18 334       | 38,58        | 18 580      | 39,01       |  |
|                    | Albert Brochard élu      | CD (MR)        | 16 681       | 35,10        | 19 391      | 40,72       |  |
|                    | Raymond Vouhé            | PS (UGSD)      | 9 120        | 19,19        | 9 652       | 20,27       |  |
|                    | Bernard Monrouzeau       | PCF            | 3 388        | 7,13         |             |             |  |
|                    |                          |                |              |              |             |             |  |
| Inscrits           | Inscrits                 | Inscrits       | 58 136       | 100,00       | 58 135      | 100,00      |  |
| Abstentions        | Abstentions              | Abstentions    | 8 964        | 15,42        | 9 702       | 16,69       |  |
| Votants            | Votants                  | Votants        | 49 172       | 84,58        | 48 433      | 83,31       |  |
| Blancs et nuls     | Blancs et nuls           | Blancs et nuls | 1 649        | 3,35         | 810         | 1,67        |  |
| Exprimés           | Exprimés                 | Exprimés       | 47 523       | 96,65        | 47 623      | 98,33       |  |
| Source : Data.gouv |                          |                |              |              |             |             |  |

Le suppléant d'Albert Brochard était Henri Maudet, agent général d'assurances.

### Élections de 1978
|                | Albert Brochard sortant réélu | UDF (CDS)         | 28 814 | 52,06  |  |  |  |
|                | Serge Moulin                  | PS                | 13 991 | 25,28  |  |  |  |
|                | Clément Laderrière            | RPR               | 5 116  | 9,24   |  |  |  |
|                | Jacques Éon                   | PCF               | 3 634  | 6,57   |  |  |  |
|                | Norbert Béalu                 | Divers écologiste | 1 513  | 2,73   |  |  |  |
|                | Jean-Jacques Pauleau          | LO                | 1 381  | 2,5    |  |  |  |
|                | Michel Clergerie              | PFN               | 901    | 1,63   |  |  |  |
|                |                               |                   |        |        |  |  |  |
| Inscrits       | Inscrits                      | Inscrits          | 65 624 | 100,00 |  |  |  |
| Abstentions    | Abstentions                   | Abstentions       | 8 928  | 13,6   |  |  |  |
| Votants        | Votants                       | Votants           | 56 696 | 86,4   |  |  |  |
| Blancs et nuls | Blancs et nuls                | Blancs et nuls    | 1 346  | 2,37   |  |  |  |
| Exprimés       | Exprimés                      | Exprimés          | 55 350 | 97,63  |  |  |  |

Le suppléant d'Albert Brochard était Pierre Ganne, exploitant agricole, maire de Saint-Aubin-du-Plain, conseiller général du canton d'Argenton-Château.

### Élections de 1981
|                | Albert Brochard sortant réélu | UDF (CDS)      | 30 055 | 60,04  |  |  |  |
|                | Serge Moulin                  | PS             | 17 791 | 35,54  |  |  |  |
|                | Jacques Éon                   | PCF            | 2 212  | 4,42   |  |  |  |
|                |                               |                |        |        |  |  |  |
| Inscrits       | Inscrits                      | Inscrits       | 67 050 | 100,00 |  |  |  |
| Abstentions    | Abstentions                   | Abstentions    | 16 254 | 24,24  |  |  |  |
| Votants        | Votants                       | Votants        | 50 796 | 75,76  |  |  |  |
| Blancs et nuls | Blancs et nuls                | Blancs et nuls | 738    | 1,45   |  |  |  |
| Exprimés       | Exprimés                      | Exprimés       | 50 058 | 98,55  |  |  |  |

Le suppléant d'Albert Brochard était Pierre Ganne.

### Élections de 1988
|                | Jean de Gaulle sortant réélu | RPR (URC)      | 22 218 | 51,11  |  |  |  |
|                | Michel Hervé sortant         | PS             | 18 510 | 42,58  |  |  |  |
|                | Philippe Maurin              | FN             | 1 445  | 3,32   |  |  |  |
|                | Daniel Fasanino              | PCF            | 1 301  | 2,99   |  |  |  |
|                |                              |                |        |        |  |  |  |
| Inscrits       | Inscrits                     | Inscrits       | 61 013 | 100,00 |  |  |  |
| Abstentions    | Abstentions                  | Abstentions    | 16 330 | 26,76  |  |  |  |
| Votants        | Votants                      | Votants        | 44 683 | 73,24  |  |  |  |
| Blancs et nuls | Blancs et nuls               | Blancs et nuls | 1 209  | 2,71   |  |  |  |
| Exprimés       | Exprimés                     | Exprimés       | 43 474 | 97,29  |  |  |  |

Le suppléant de Jean de Gaulle était Michel Bécot, chef d'entreprise.

### Élections de 1993
|                | Jean-Marie Morisset élu | UDF (CDS)      | 23 378 | 56,37  |  |  |  |
|                | Gérard Boutet           | PS (ADFP)      | 8 656  | 20,87  |  |  |  |
|                | Catherine Ducornetz     | Les Verts (EÉ) | 3 663  | 8,83   |  |  |  |
|                | Philippe Maurin         | FN             | 3 077  | 7,42   |  |  |  |
|                | Daniel Fasanino         | PCF            | 1 418  | 3,42   |  |  |  |
|                | Renée Houset            | LT-LNÉ         | 1 280  | 3,09   |  |  |  |
|                |                         |                |        |        |  |  |  |
| Inscrits       | Inscrits                | Inscrits       | 61 444 | 100,00 |  |  |  |
| Abstentions    | Abstentions             | Abstentions    | 16 098 | 26,2   |  |  |  |
| Votants        | Votants                 | Votants        | 45 346 | 73,8   |  |  |  |
| Blancs et nuls | Blancs et nuls          | Blancs et nuls | 3 874  | 8,54   |  |  |  |
| Exprimés       | Exprimés                | Exprimés       | 41 472 | 91,46  |  |  |  |

La suppléante de Jean-Marie Morisset était Marie-Annick Argenton, conseillère municipale de Parthenay.

### Élections de 1997
| Candidat       | Candidat                          | Parti          | Premier tour | Premier tour | Second tour | Second tour |  |
| Candidat       | Candidat                          | Parti          | Voix         | %            | Voix        | %           |  |
| -------------- | --------------------------------- | -------------- | ------------ | ------------ | ----------- | ----------- |  |
|                | Jean-Marie Morisset sortant réélu | UDF (FD)       | 20 353       | 48,61        | 24 698      | 58,61       |  |
|                | Gaëtan Fort                       | PS             | 11 617       | 27,74        | 17 438      | 41,39       |  |
|                | Colette Messein                   | FN             | 2 999        | 7,16         |             |             |  |
|                | Jean-François Pradeau             | Les Verts      | 2 347        | 5,61         |             |             |  |
|                | Henri Herren                      | LDI (MPF)      | 1 679        | 4,01         |             |             |  |
|                | Daniel Fasanino                   | PCF            | 1 615        | 3,86         |             |             |  |
|                | Gérard Penit                      | MDC            | 1 262        | 3,01         |             |             |  |
|                |                                   |                |              |              |             |             |  |
| Inscrits       | Inscrits                          | Inscrits       | 60 775       | 100,00       | 60 769      | 100,00      |  |
| Abstentions    | Abstentions                       | Abstentions    | 15 773       | 25,95        | 16 147      | 26,57       |  |
| Votants        | Votants                           | Votants        | 45 002       | 74,05        | 44 622      | 73,43       |  |
| Blancs et nuls | Blancs et nuls                    | Blancs et nuls | 3 130        | 6,96         | 2 486       | 5,57        |  |
| Exprimés       | Exprimés                          | Exprimés       | 41 872       | 93,04        | 42 136      | 94,43       |  |

La suppléante de Jean-Marie Morisset était Marie-Annick Argenton.

### Élections de 2002
|                | Jean-Marie Morisset sortant réélu | UMP            | 24 675 | 59,54  |  |  |  |
|                | Gaëtan Fort                       | PS             | 9 449  | 22,80  |  |  |  |
|                | Colette Messein                   | FN             | 1 928  | 4,65   |  |  |  |
|                | Didier Coupeau                    | Les Verts      | 1 860  | 4,49   |  |  |  |
|                | Daniel Fasanino                   | PCF            | 997    | 2,41   |  |  |  |
|                | Mireille Roy                      | CPNT           | 861    | 2,08   |  |  |  |
|                | Christophe Merlet                 | LO             | 776    | 1,87   |  |  |  |
|                | Henri Herren                      | MPF            | 671    | 1,62   |  |  |  |
|                | Georges Raux                      | MNR            | 224    | 0,54   |  |  |  |
|                |                                   |                |        |        |  |  |  |
| Inscrits       | Inscrits                          | Inscrits       | 61 451 | 100,00 |  |  |  |
| Abstentions    | Abstentions                       | Abstentions    | 19 008 | 30,93  |  |  |  |
| Votants        | Votants                           | Votants        | 42 443 | 69,07  |  |  |  |
| Blancs et nuls | Blancs et nuls                    | Blancs et nuls | 1 002  | 2,36   |  |  |  |
| Exprimés       | Exprimés                          | Exprimés       | 41 441 | 97,64  |  |  |  |

La suppléante de Jean-Marie Morisset était Marie-Jo Bapt.

### Élections de 2007
|                | Jean-Marie Morisset sortant réélu | UMP            | 22 143 | 55,66  |  |  |  |
|                | Gaëtan Fort                       | PS             | 10 787 | 27,11  |  |  |  |
|                | Michel Clairand                   | UDF–MoDem      | 2 025  | 5,09   |  |  |  |
|                | Chantal Mathieu                   | Les Verts      | 1 263  | 3,17   |  |  |  |
|                | Benoît Michenot                   | Divers         | 852    | 2,14   |  |  |  |
|                | Sylvie Albert                     | FN             | 815    | 2,05   |  |  |  |
|                | Jean-François Clopeau             | Extrême gauche | 777    | 1,95   |  |  |  |
|                | Laurence Bunoust                  | MPF            | 696    | 1,75   |  |  |  |
|                | Danièle Cassette                  | LO             | 427    | 1,07   |  |  |  |
|                |                                   |                |        |        |  |  |  |
| Inscrits       | Inscrits                          | Inscrits       | 61 748 | 100,00 |  |  |  |
| Abstentions    | Abstentions                       | Abstentions    | 21 024 | 34,05  |  |  |  |
| Votants        | Votants                           | Votants        | 40 724 | 65,95  |  |  |  |
| Blancs et nuls | Blancs et nuls                    | Blancs et nuls | 939    | 2,31   |  |  |  |
| Exprimés       | Exprimés                          | Exprimés       | 39 785 | 97,69  |  |  |  |

### Élections de 2012
| Candidat       | Candidat               | Parti          | Premier tour | Premier tour | Second tour | Second tour |  |
| Candidat       | Candidat               | Parti          | Voix         | %            | Voix        | %           |  |
| -------------- | ---------------------- | -------------- | ------------ | ------------ | ----------- | ----------- |  |
|                | Jean Grellier élu      | PS             | 23 966       | 47,80        | 28 148      | 57,78       |  |
|                | Philippe Mouiller      | UMP            | 16 940       | 33,78        | 20 565      | 42,22       |  |
|                | Jean-Romée Charbonneau | FN             | 3 714        | 7,41         |             |             |  |
|                | Thibaut Lalu           | FG (PCF)       | 1 600        | 3,19         |             |             |  |
|                | Pierre Bureau          | MoDem          | 1 194        | 2,38         |             |             |  |
|                | Cyril Pouclet          | EÉLV           | 1 091        | 2,18         |             |             |  |
|                | Laurent Legrip         | MPF            | 600          | 1,20         |             |             |  |
|                | Brigitte Guiardel      | DLR            | 322          | 0,64         |             |             |  |
|                | Corinne Auzanneau      | Cap21          | 213          | 0,42         |             |             |  |
|                | Ludovic Szotowski      | LO             | 191          | 0,38         |             |             |  |
|                | Élisabeth Donzel       | AÉI            | 128          | 0,26         |             |             |  |
|                | Franck Bellouin        | Divers         | 105          | 0,21         |             |             |  |
|                | Jacques Goguy          | Divers         | 77           | 0,15         |             |             |  |
|                |                        |                |              |              |             |             |  |
| Inscrits       | Inscrits               | Inscrits       | 85 113       | 100,00       | 85 107      | 100,00      |  |
| Abstentions    | Abstentions            | Abstentions    | 33 920       | 39,85        | 35 164      | 41,32       |  |
| Votants        | Votants                | Votants        | 51 193       | 60,15        | 49 943      | 58,68       |  |
| Blancs et nuls | Blancs et nuls         | Blancs et nuls | 1 052        | 2,05         | 1 230       | 2,46        |  |
| Exprimés       | Exprimés               | Exprimés       | 50 141       | 97,95        | 48 713      | 97,54       |  |

### Élections de 2017
|                                                                               |                                                                                   |                           |                           |                          |                          |
|                                                                               |                                                                                   | Premier tour 11 juin 2017 | Premier tour 11 juin 2017 | Second tour 18 juin 2017 | Second tour 18 juin 2017 |
|                                                                               |                                                                                   |                           |                           |                          |                          |
|                                                                               |                                                                                   | Nombre                    | % des inscrits            | Nombre                   | % des inscrits           |
| Inscrits                                                                      | Inscrits                                                                          | 84 790                    | 100,00                    | 84 787                   | 100,00                   |
| Abstentions                                                                   | Abstentions                                                                       | 41 947                    | 49,47                     | 48 072                   | 56,70                    |
| Votants                                                                       | Votants                                                                           | 42 843                    | 50,53                     | 36 715                   | 43,30                    |
|                                                                               |                                                                                   | Suffrages                 | % des votants             | Suffrages                | % des votants            |
| Bulletins blancs                                                              | Bulletins blancs                                                                  | 895                       | 2,09                      | 2 619                    | 7,13                     |
| Bulletins nuls                                                                | Bulletins nuls                                                                    | 403                       | 0,94                      | 1 362                    | 3,71                     |
| Suffrages exprimés                                                            | Suffrages exprimés                                                                | 41 545                    | 96,97                     | 32 734                   | 89,16                    |
|                                                                               |                                                                                   |                           |                           |                          |                          |
| Candidat Étiquette politique (partis et alliances)                            | Candidat Étiquette politique (partis et alliances)                                | Voix                      | % des exprimés            | Voix                     | % des exprimés           |
|                                                                               |                                                                                   |                           |                           |                          |                          |
|                                                                               | Jean-Marie Fiévet La République en marche                                         | 16 692                    | 40,18                     | 19 434                   | 59,37                    |
|                                                                               | Véronique Schaaf-Gauthier Les Républicains (Union des démocrates et indépendants) | 7 928                     | 19,08                     | 13 300                   | 40,63                    |
|                                                                               | Marc Bonneau Parti socialiste                                                     | 4 864                     | 11,71                     |                          |                          |
|                                                                               | Lucie Chaumeron Front national                                                    | 4 525                     | 10,89                     |                          |                          |
|                                                                               | Philippe Cochard La France insoumise                                              | 4 175                     | 10,05                     |                          |                          |
|                                                                               | Armelle Boivin Europe Écologie Les Verts                                          | 1 438                     | 3,46                      |                          |                          |
|                                                                               | Marie Poujade Debout la France                                                    | 845                       | 2,03                      |                          |                          |
|                                                                               | David Robin Extrême droite (Souveraineté, identité et libertés)                   | 388                       | 0,93                      |                          |                          |
|                                                                               | Valérie Mormiche Divers (Union populaire républicaine)                            | 379                       | 0,91                      |                          |                          |
|                                                                               | Ludvic Szotowski Lutte ouvrière                                                   | 311                       | 0,75                      |                          |                          |
| Source : Ministère de l'Intérieur - Troisième circonscription des Deux-Sèvres |                                                                                   |                           |                           |                          |                          |

### Élections de 2022
| Résultats des élections législatives des 12 et 19 juin 2022 de la 3e circonscription des Deux-Sèvres |                          |                          |                          |              |              |             |             |
| Candidat                                                                                             | Candidat                 | Parti et coalition       | Nuance                   | Premier tour | Premier tour | Second tour | Second tour |
| Candidat                                                                                             | Candidat                 | Parti et coalition       | Nuance                   | Voix         | %            | Voix        | %           |
| | Jean-Marie Fiévet        | LREM (ENS)               | ENS                      | 13 507       | 34,27        | 20 675      | 58,27       |
| | Juliette Woillez         | LFI (NUPES)              | NUP                      | 8 816        | 22,37        | 14 805      | 41,73       |
| | Olivier Guibert          | RN                       | RN                       | 7 689        | 19,51        |             |             |
| | Philippe Robin           | LR (UDC)                 | LR                       | 6 139        | 15,58        |             |             |
| | Gérard Faivre            | REC                      | REC                      | 1 345        | 3,41         |             |             |
| | Alexis Barbot            | SE                       | DIV                      | 1 311        | 3,33         |             |             |
| | Maryse Vallée            | LO                       | DXG                      | 605          | 1,54         |             |             |
| Votes valides                                                                                        | Votes valides            | Votes valides            | Votes valides            | 39 412       | 96,71        | 35 480      | 91,50       |
| Votes blancs                                                                                         | Votes blancs             | Votes blancs             | Votes blancs             | 929          | 2,28         | 2 186       | 5,64        |
| Votes nuls                                                                                           | Votes nuls               | Votes nuls               | Votes nuls               | 411          | 1,01         | 1 111       | 2,87        |
| Total                                                                                                | Total                    | Total                    | Total                    | 40 752       | 100          | 38 777      | 100         |
| Abstention                                                                                           | Abstention               | Abstention               | Abstention               | 44 123       | 51,99        | 46 111      | 54,32       |
| Inscrits / participation                                                                             | Inscrits / participation | Inscrits / participation | Inscrits / participation | 84 875       | 48,01        | 84 888      | 45,68       |

### Élections de 2024
| Candidat                 | Candidat                 | Parti et coalition        | Nuances                  | Premier tour | Premier tour | Second tour | Second tour |
| Candidat                 | Candidat                 | Parti et coalition        | Nuances                  | Voix         | %            | Voix        | %           |
| ------------------------ | ------------------------ | ------------------------- | ------------------------ | ------------ | ------------ | ----------- | ----------- |
|                          | Philippe Robin           | RAD                       | UXD                      | 19 671       | 35,27        | 22 936      | 41,89       |
|                          | Jean-Marie Fiévet        | Renaissance (ENS)         | ENS                      | 17 352       | 31,12        | 31 821      | 58,11       |
|                          | Juliette Woillez         | La France insoumise (NFP) | UG                       | 10 564       | 18,94        |             |             |
|                          | Mattieu Manceau          | Les Républicains          | LR                       | 7 512        | 13,47        |             |             |
|                          | Maryse Vallée            | Lutte ouvrière            | EXG                      | 666          | 1,19         |             |             |
|                          | Jacky Durand             | Sans étiquette            | DVG                      | 0            | 0,00         |             |             |
|                          |                          |                           |                          |              |              |             |             |
| Votes valides            | Votes valides            | Votes valides             | Votes valides            | 55 765       | 96,25        | 54 757      | 94,37       |
| Votes blancs             | Votes blancs             | Votes blancs              | Votes blancs             | 1 336        | 2,31         | 2 289       | 3,94        |
| Votes nuls               | Votes nuls               | Votes nuls                | Votes nuls               | 837          | 1,44         | 980         | 1,69        |
| Total                    | Total                    | Total                     | Total                    | 57 938       | 100          | 58 026      | 100         |
| Abstention               | Abstention               | Abstention                | Abstention               | 27 376       | 32,09        | 27 303      | 32,00       |
| Inscrits / participation | Inscrits / participation | Inscrits / participation  | Inscrits / participation | 85 314       | 67,91        | 85 329      | 68,00       |